# Cesta ke slávě
Cesta ke slávě (v anglickém originále Paths of Glory) je 8. díl 27. řady (celkem 582.) amerického animovaného seriálu Simpsonovi. Scénář napsal Michael Ferris a díl režíroval Steven Dean Moore. V USA měl premiéru dne 6. prosince 2015 na stanici Fox Broadcasting Company a v Česku byl poprvé vysílán 1. června 2016 na stanici Prima Cool.

## Děj
Líza se účastní závodu s autem poháněným solární energií, ale Duffmanova vzducholoď proletí kolem a její auto se kvůli ztrátě sluneční energie zastaví jen pár centimetrů od cílové čáry. Je kvůli tomu zesměšňována a starý Žid začne hovořit o Amelii Vanderbuckleové, springfieldské vynálezkyni z 19. století, která byla zavřena do springfieldského ústavu po nehodě způsobené jedním z jejích vynálezů, při níž usekla hlavu jednomu z městských radních, nicméně ve výrobě svých vynálezů pokračovala. Líza si uvědomí, že jediným způsobem, jak jí vrátit reputaci, je vloupat se s Bartem do ústavu a najít jeden z jejích vynálezů. 
V blázinci Líza objeví stopu z Ameliiny hlasové nahrávky, která odhalí tajný deník s podrobnostmi o vynálezu, jenž by mohl Amelii vrátit reputaci. Bart najde deník Nathana Littlea, sociopata, který tam žil. Rozhodne se vzít deník do školy a ukázat ho svým kamarádům, což vyděsí Ralpha Wigguma, který o deníku později řekne svému otci náčelníkovi Wiggumovi. Wiggum se domnívá, že deník napsal Bart sám, a informuje Marge, že je Bart sociopat, čímž jí a Homerovi způsobí starosti. Rodiče se rozhodnou dát Bartovi test sociopatie, s názvem přelepeným na test frajerství, ale nálepka spadne a Bart odhalí záměry svých rodičů a rozhodne se odpovědět na všechny otázky, jako by byl nejhorší sociopat, jaký kdy existoval. To Homera a Marge ještě více znepokojí a rozhodnou se Barta odvézt do blázince. Jelikož tam všechny děti nemají žádné reakce, armádní generál řekne, že jsou ideální pro testování simulátorů dronů amerického letectva. Bartovi se podaří zničit všechny cíle, ale později generál děti informuje, že ve skutečnosti ovládaly skutečný dron a zabíjely skutečné lidi. Zatímco ostatní děti reagují nadšeně, Bart je touto zprávou zděšen a se slzami v očích říká, že nechtěl a nechce nikoho zabít. Zaměstnanci Bartovi sdělí, že ukázal, že je dobrý člověk s opravdovými emocemi, a pošlou ho domů, protože se tím stává pro jejich projekt zcela nepoužitelným. K Bartově úlevě se děti dozvědí, že první odhalení byla lživá a že program je ve skutečnosti simulace, ale na rozdíl od Barta ostatní děti „prošly“ testem a mohou v budoucnu očekávat práci. 
Mezitím se Líza spojí s Milhousem, aby našli Ameliin vynález, který je zakopaný pod bývalým feministickým klubem, z něhož je nyní restaurace Knockers. Požádají školníka Willieho, aby jim pomohl provrtat suterén budovy a najít její vynález. Jsou úspěšní a najdou něco, co na první pohled vypadá jako tkalcovský stav, ale ve skutečnosti je to první výpočetní zařízení, které kdy bylo vynalezeno. Líza dosáhne svého cíle a Ameliin vynález je věnován muzeu, nicméně nikdo kromě Lízy nemá zájem si ho prohlédnout. 
Během titulků Homer používá krosnu k prohlížení erotických obrázků, když k němu přijde Marge a on se jí bezvýsledně snaží zbavit.

## Přijetí
Cesta ke slávě dosáhla ratingu 2,3 a sledovalo je 5,53 milionu diváků, čímž se stala nejsledovanějším pořadem večera na stanici Fox.
Dennis Perkins z The A.V. Clubu udělil dílu známku B− se slovy: „Smůla je v tom, že v těchto polopříbězích je dost chytrých a promyšlených detailů, které – kdyby měly čas se nadechnout a rozvinout – mohly obě epizody Simpsonových učinit mnohem poutavější. Takto se Cesta ke slávě vymyká z řady a upozorňuje na odfláknutý způsob, jakým je díl vystavěn a kdy se celá rodina Simpsonových sejde k velkému skupinovému objetí a každý z nich jen tak mimochodem vyjmenovává důvody, proč jsou tak vděční, že jsou zase spolu. Stejně jako toto objetí, i samotná epizoda končí velkou, nedbalou hromadou nezaslouženého sentimentu.“.